# Ruchome piaski (film)
Ruchome piaski – polski film psychologiczny z 1968 roku w reżyserii Władysława Ślesickiego. Zdjęcia kręcono w Łebie i Ustce.

## Główne role
- Marek Walczewski - Ojciec
- Małgorzata Braunek - Studentka (Anka)
- Henryk Borowski - leśniczy
- Jerzy Zelnik - chłopak studentki
- Stefan Friedmann - chłopak na łódce